# Taschkorgan (Kaschgar)
| Uigurische Bezeichnung          | Uigurische Bezeichnung            |
| ------------------------------- | --------------------------------- |
| Arabisch-Persisch (Kona Yeziⱪ): | تاشقۇرقان تاجىك ئاپتونوم ناھىيىسى |
| Lateinisch (Yengi Yeziⱪ):       | Taxⱪurⱪan Tajik Aptonom Naⱨiyisi  |
| andere Schreibweisen:           | Taschkorgan                       |
| Chinesische Bezeichnung         |                                   |
| Kurzzeichen:                    | 塔什库尔干塔吉克自治县            |
| Umschrift in Pinyin:            | Tǎshíkù’ěrgān Tǎjíkè Zìzhìxiàn    |
| Umschrift nach Wade-Giles:      | T’a-shih-k’u-êrh-kan              |

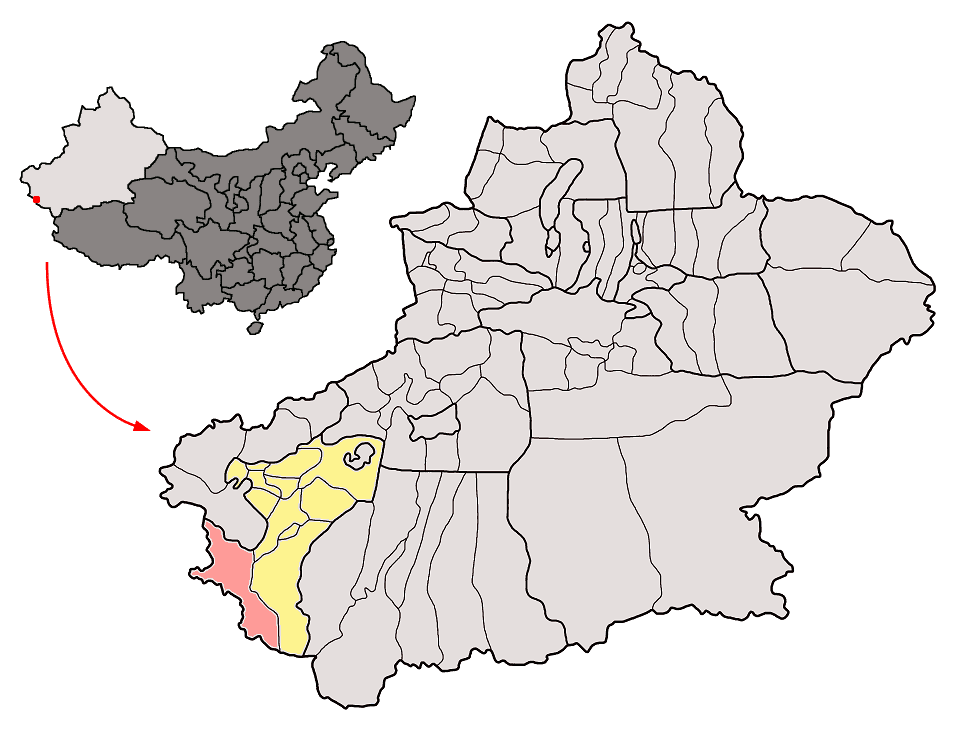
Lage von Taschkorgan (rosa) in Kaschgar (gelb)

Der Tadschikische autonome Kreis Taschkorgan ist ein autonomer Kreis der Tadschiken Chinas im Regierungsbezirk Kaschgar im Uigurischen Autonomen Gebiet Xinjiang der Volksrepublik China. Er hat eine Fläche von 24.088,82 km² und 37.843 Einwohner (Stand: Zensus 2010). 2008 zählte er ca. 40.000 Einwohner, hauptsächlich Tadschiken, Kirgisen, Uiguren, Han und Hui. Sein Hauptort ist die Großgemeinde Taschkorgan (塔什库尔干镇), die 1.765 km von Ürümqi entfernt liegt.

## Administrative Gliederung
Auf Gemeindeebene setzt sich Taschkorgan aus zwei Großgemeinden, zehn Gemeinden und einer Nationalitätengemeinde zusammen. Diese sind:
- Großgemeinde Taschkorgan (塔什库尔干镇);
- Großgemeinde Tajik Abati (塔吉克阿巴提镇);
- Gemeinde Taschkorgan (塔什库尔干乡);
- Gemeinde Tagarma (塔合曼乡);
- Gemeinde Tiznap (提孜那甫乡);
- Gemeinde Daftar (达布达尔乡);
- Gemeinde Maryang (马尔洋乡);
- Gemeinde Waqa (瓦恰乡);
- Gemeinde Baldir (班迪尔乡);
- Gemeinde Koguxluk (库科西鲁格乡);
- Gemeinde Datung (大同乡);
- Gemeinde Kokyar der Kirgisen (科克亚尔柯尔克孜族乡).

Im Verwaltungsgebiet Taschkorgans liegen außerdem:
- die Staatliche Schafzuchtfarm Mazar (麻扎尔种羊场);
- der Staatsweide- und Staatsforstbetrieb Bazadax (巴扎达什牧林场);
- die Staatliche Milchfarm (牛奶场);
- die Staatsfarm Buhoi Jirap (布候依吉拉甫农场);
- der Chinesisch-Pakistanische Grenzübergang Kunjirap (中巴红其拉甫口岸);
- der Chinesisch-Tadschikische Grenzübergang Karasu-Kulma (中塔卡拉苏－阔勒买口岸);
- der Chinesisch-Afghanische Grenzübergang am Wakhjir-Pass (中阿口岸).